# Бёрнс, Кенни
Ке́ннет (Ке́нни) Бёрнс (род. 23 сентября 1953 года, Глазго, Шотландия) — шотландский футболист, наиболее известный по выступлениям за «Ноттингем Форест», где он сыграл важную роль в успехе в Кубке европейских чемпионов.

## Карьера
Бёрнс родился в Глазго и начал свою карьеру в молодёжном составе «Рейнджерс», но в возрасте 17 лет он перешёл в «Бирмингем Сити». Он прибыл в состав «синих» как защитник, но сменил амплуа на нападающего после продажи Боба Латчфорда в 1974 году. Бёрнс сыграл первый из своих 20 матчей за сборную также на позиции форварда в том же году. Однако, после перехода в «Ноттингем Форест» за £ 150000 в 1977 году он снова стал центральным защитником по инициативе Брайана Клафа и его помощника Питера Тейлора.
Бёрнс достиг большого успеха в своём новом амплуа и был признан футболистом года по версии журналистов в 1977/78 сезоне, а «Форест» завоевал титул чемпиона. Он был ключевым игроком в еврокубковой кампании клуба в течение следующих трёх сезонов, его оборонительное партнёрство с Ларри Ллойдом помогло «Форесту» победить в Кубке европейских чемпионов 1979 и 1980 годов. Он также сумел забить в ответном матче за Суперкубок УЕФА 1979 против «Барселоны», он сравнял счёт в данном матче и вывел свою команду вперёд по сумме двух игр. В своё время он был известен своим «дикарским» имиджем и агрессивным характером, он также обладал проницательным футбольным мышлением и всегда мог забить решающий важный гол.
Бёрнс покинул «Сити Граунд» в 1981 году, когда «Форест» принял предложение в £ 400000 за него от «Лидс Юнайтед». Он оставался в йоркширском клубе до 1984 года, а в дальнейшем играл за «Дерби Каунти», «Ноттс Каунти» (на правах аренды), «Барнсли» и «Эльфсборг» на поздних этапах своей профессиональной карьеры.
Он продолжал представлять ряд любительских клубов, закончив в качестве помощника тренера «Телфорд Юнайтед» в 1993 году.